# Aleksei Gubarev
Aleksei Aleksandrovich Gubarev (em russo:  Алексей Александрович Губарев) (Gvardeitsi, 29 de março de 1931 — Moscou, 21 de fevereiro de 2015) foi um cosmonauta soviético que voou nas missões espaciais Soyuz 17 e Soyuz 28.
Gubarev se graduou na Escola Naval de Aviação Soviética em 1952 e então serviu à Força Aérea Soviética. Ele realizou estudos posteriores na Academia da Força Aérea Yuri Gagarin antes de ser aceito no programa espacial.
Ele foi originalmente treinado para o programa soviético lunar e para os voos militares com a Soyuz antes de ser treinado para as missões da Salyut. Sua próxima tarefa, em 1976, foi o programa Intercosmos. O seu voo na Soyuz 28 foi o primeiro destas missões de junção.
Ele abandonou a carreira de cosmonauta em 1981 e assumiu uma posição administrativa no Centro de Treinamento de Cosmonautas Yuri Gagarin.
Suas premiações incluem o título de Herói da União Soviética (duas vezes), Herói da República Socialista da Tchecoslováquia, e a Medalha Dourada Gagarin. Ele é um cidadão honorário nas cidades de Kaluga, Arkalyk, Tselinograd, e Praga.
Gubarev publicou um livro, The Attraction of Weightlessness, em 1982.